# USS Grenadier (SS-210)
USS Grenadier (SS-210) là một  tàu ngầm lớp Tambor được Hải quân Hoa Kỳ chế tạo ngay trước Chiến tranh Thế giới thứ hai. Nó là chiếc tàu chiến đầu tiên của Hải quân Hoa Kỳ được đặt cái tên này, theo tên họ Cá đuôi chuột. Nó đã phục vụ trong Thế Chiến II, thực hiện được sáu chuyến tuần tra và đánh chìm một tàu chở hành khách Nhật Bản tải trọng 14.457 tấn. Trong chuyến tuần tra cuối cùng trong biển Đông gần Phuket, Thái Lan, nó bị hư hại nặng do trúng mìn sâu từ máy bay Nhật Bản, và phải tự đánh đắm vào ngày 22 tháng 4, 1943. Grenadier được tặng thưởng bốn Ngôi sao Chiến trận do thành tích phục vụ trong Thế Chiến II.

## Thiết kế và chế tạo
Lớp Tambor có nhiều đặc tính được cải tiến so với tàu ngầm lớp Sargo dẫn trước. Hình dạng thân tàu được làm suôn thẳng hơn để đạt tốc độ nhanh hơn, và thùng lặn khẩn cấp được trang bị lại giúp con tàu lặn xuống nhanh hơn. Hệ thống động lực toàn diesel-điện được áp dụng, và giải quyết được sự cố chập mạch trước đây. Nó trang bị động cơ Fairbanks-Morse Kiểu 38D8-⅛ 9-xy lanh chuyển động đối xứng, dẫn động máy phát điện, và động cơ điện kết nối với trục chân vịt qua hộp số giảm tốc.
Lần đầu tiên đối với tàu ngầm Hoa Kỳ, lớp Tambor có đến mười ống phóng ngư lôi gồm sáu trước mũi và bốn phía đuôi. Hiệu quả tác chiến được cải thiện nhờ bố trí lại người vận hành sonar và máy tính dữ liệu ngư lôi vào một tháp chỉ huy lớn hơn, cho phép trao đổi trực tiếp với hạm trưởng, cùng một kính tiềm vọng kiểu mới có đầu nhỏ hơn giúp khó bị phát hiện. Thoạt tiên được chỉ được trang bị pháo 3 in (76 mm)/50 caliber, boong tàu được gia cố sẵn đủ để lắp đặt pháo cỡ 5 in (130 mm)/51 caliber khi tình huống tác chiến đòi hỏi.
Grenadier được đặt lườn tại Xưởng hải quân Portsmouth ở Kittery, Maine vào ngày 2 tháng 4, 1940. Nó được hạ thủy vào ngày 29 tháng 11, 1940, được đỡ đầu bởi bà Virginia E. Anderson, phu nhân Chuẩn đô đốc Walter S. Anderson, Trưởng phòng Tình báo Hải quân, và được cho nhập biên chế cùng Hải quân Hoa Kỳ vào ngày 1 tháng 5, 1941 dưới quyền chỉ huy của Hạm trưởng, Thiếu tá Hải quân Allen R. Joyce.

## Lịch sử hoạt động

### 1941
Trong giai đoạn chạy thử máy và huấn luyện, vào ngày 20 tháng 6, 1941, Grenadier được huy động vào việc tìm kiếm tàu ngầm O-9 (SS-70) vốn đã không trở lên mặt nước sau khi thực hành lặn ngoài khơi Isles of Shoals. O-9 sau cùng được tìm thấy dưới đáy biển ở độ sâu 450 ft (140 m) nhưng mọi nỗ lực cứu hộ đã thất bại. Sau chuyến đi chạy thử máy huấn luyện, con tàu quay trở lại Xưởng hải quân Portsmouth vào ngày 5 tháng 11 để đại tu sau chạy thử máy. Sau khi Hải quân Đế Quốc Nhật Bản bất ngờ tấn công căn cứ Trân Châu Cảng vào ngày 7 tháng 12 khiến chiến tranh bùng nổ tại Mặt trận Thái Bình Dương, chiếc tàu ngầm được điều sang Trân Châu Cảng để gia nhập Hạm đội Thái Bình Dương.

### 1942

#### Chuyến tuần tra thứ nhất
Grenadier khởi hành từ Trân Châu Cảng vào ngày 4 tháng 2, 1942 cho chuyến tuần tra đầu tiên trong chiến tranh tại vùng biển Nhật Bản ngoài khơi đảo Honshū. Nó trông thấy nhiều mục tiêu nhưng không đánh chìm được tàu đối phương nào, chỉ gây hư hại cho tàu vận tài Asahisan Maru (4.551 tấn) vào ngày 7 tháng 3 ở vị trí về phía Nam hải đăng Shioyosaki, Iwaki, tại tọa độ 36°27′B 141°06′Đ / 36,45°B 141,1°Đ, Nó kết thúc chuyến tuần tra và quay trở lại Trân Châu Cảng vào ngày 23 tháng 3.

#### Chuyến tuần tra thứ hai
Xuất phát từ Trân Châu Cảng vào ngày 12 tháng 4 cho chuyến tuần tra thứ hai, Grenadier hoạt động tại khu vực biển Hoa Đông dọc theo các tuyến hàng hải Thượng Hải-Yokohama và Nagasaki-Đài Loan. Vào ngày 1 tháng 5, Grenadier được cho là đã tấn công nhầm tàu buôn Liên Xô SS Angarstroi (4.761 tấn) ở vị trí 90 nmi (170 km) về phía Tây Nam Nagasaki, khiến Angarstroi đắm tại tọa độ 32°00′B 129°25′Đ / 32°B 129,417°Đ, toàn bộ 46 thủy thủ và 14 hành khách trên tàu được các tàu Nhật Bản cứu vớt.
Đến ngày 8 tháng 5, ở vị trí 92 nmi (170 km) về phía Tây Nam Kyūshū, nó phóng bốn quả ngư lôi tấn công tàu chở hành khách Taiyō Maru (nguyên là chiếc SS Cap Finisterre). Hai quả ngư lôi trúng đích phía sau bên mạn trái lúc 19 giờ 45 đã khiến số hàng hóa chuyên chở bốc cháy và nổ tung, khiến Taiyō Maru lật nghiêng qua mạn trái và đắm lúc 20 giờ 40 phút tại tọa độ 34°40′B 127°54′Đ / 34,667°B 127,9°Đ; 656 hành khách cùng bốn pháo thủ và 157 thành viên thủy thủ đoàn đã thiệt mạng cùng con tàu. Mãi sau chiến tranh phía Đồng Minh mới phát hiện trong số hành khách của Taiyō Maru bao gồm nhiều nhà khoa học, chuyên gia kinh tế và công nghiệp được gửi sang Malaya và Đông Ấn thuộc Hà Lan để tổ chức việc khai thác các vùng lãnh thổ vừa mới chiếm đóng. Tổn thất nhân mạng này ảnh hưởng đáng kể đến nỗ lực chiến tranh của Nhật Bản.
Đến ngày 25 tháng 5, chiếc tàu ngầm được lệnh quay trở lại khu vực Midway, hình thành nên tuyến tuần tra về phía Tây đảo san hô này để đối phó với hạm đội Nhật Bản đang tiếp cận và trinh sát sự di chuyển của đối phương. Nó không bắt gặp mục tiêu nào và kết thúc chuyến tuần tra tại Trân Châu Cảng vào ngày 8 tháng 6.

#### Chuyến tuần tra thứ ba
Trong chuyến tuần tra thứ ba tại khu vực Truk, Grenadier đụng độ với nhiều máy bay tuần tra và tàu săn ngầm đối phương. Do dù đã bắt gặp tổng cộng 28 mục tiêu, nó không đánh chìm được tàu đối phương nào, và kết thúc chuyến tuần tra tại căn cứ tàu ngầm mới ở Fremantle, Western Australia.

#### Chuyến tuần tra thứ tư
Trong chuyến tuần tra thứ tư từ ngày 13 tháng 10 đến ngày 10 tháng 12, Grenadier hoạt động trong biển Đông tại khu vực hàng rào Malay. Sau khi rải thủy lôi ngoài khơi cảng Hải Phòng, Đông Dương thuộc Pháp, nó tấn công bất thành một tàu buôn lớn, và bị đối phương phản công bằng mìn sâu. Trong khi lặn sâu ẩn nấp, nước biển rò rỉ tràn vào khoang ắc-quy, khiến thủy thủ đoàn bị nhức đầu và nôn mửa do ngộ độc khí chlorine. Vào ngày 12 tháng 11, nó phóng ngư lôi đánh chìm tàu kéo cứu hộ Hokkai Maru (457 tấn) ngoài khơi Đông Dương thuộc Pháp về phía Nam vịnh Cam Ranh, tại tọa độ 11°18′B 109°02′Đ / 11,3°B 109,033°Đ. Đến ngày 20 tháng 11, nó bắt gặp tàu sân bay Ryūjō được một tàu tuần dương và một tàu khu trục hộ tống đang hướng qua eo biển Makassar. Không thể tấn công do khoảng cách quá xa, chiếc tàu ngầm trồi lên mặt nước để báo cáo phát hiện mục tiêu về căn cứ. Nó kết thúc chuyến tuần tra tại Fremantle, Australia.

### 1943

#### Chuyến tuần tra thứ năm
Grenadier tiến hành chuyến tuần tra thứ năm từ ngày 1 tháng 1 đến ngày 20 tháng 2, 1943 trong biển Đông. Vào ngày 10 tháng 1, nó phá hủy một thuyền buồm (75 tấn) bằng hải pháo tại vị trí phía Bắc đảo Java, Đông Ấn thuộc Hà Lan. Hai ngày sau đó, nó tiếp tục đánh chìm một tàu chở dầu nhỏ kéo theo một sà lan bằng hải pháo, nhưng giai đoạn sau của chuyến tuần tra dọc theo bờ biển Borneo bị ảnh hưởng khi máy đo độ sâu gặp trục trặc. Chiếc tàu ngầm tấn công hai tàu chở hàng vào ngày 22 tháng 1, nhưng không thể đánh chìm mục tiêu, và kết thúc chuyến tuần tra tại Fremantle, Australia.

#### Chuyến tuần tra thứ sáu - Bị mất
Grenadier khởi hành từ Fremantle, Australia vào ngày 20 tháng 3 cho chuyến tuần tra thứ sáu, cũng là chuyến cuối cùng, tại khu vực eo biển Malacca, cửa ngõ giữa Thái Bình Dương và Ấn Độ Dương. Dọc theo bờ biển Malaya và Siam, nó đã đánh chìm một tàu chở hàng nhỏ ngoài khơi đảo Phuket vào ngày 6 tháng 4. Đến ngày 20 tháng 4, nó phát hiện hai tàu buôn nên tiếp cận để tấn công. Đang đi trên mặt nước lúc bình minh ngày 21 tháng 4, chiếc tàu ngầm đụng độ với một máy bay tuần tra đối phương, nên lặn khẩn cấp để né tránh. Khi xuống đến độ sâu 130 ft (40 m) và tưởng rằng đã an toàn, bom (hoặc mìn sâu) phát nổ gần tàu đã khiến Grenadier nghiêng 15 đến 20 độ, mất điện và ánh sáng, và chìm đến đáy biển ở độ sâu 270 ft (82 m). Trong khi thủy thủ nỗ lực sửa chữa tàu, hỏa hoạn bùng phát tại phòng điều khiển.
Sau 13 giờ nỗ lực, Grenadier nổi được trở lại lên mặt biển lúc trời tối, nhưng không thể sửa chữa những hư hỏng của hệ thống động lực. Nó tìm cách cặp sát bờ để đánh đắm rồi thủy thủ đoàn sẽ thoát lên bờ và ẩn náu trong rừng, nhưng không có kết quả. Lúc bình minh ngày 22 tháng 4, họ phát hiện hai tàu đối phương đang tiếp cận. Một trong hai chiếc, tàu rải lưới Choko Maru bắt đầu bắn hải pháo tấn công lúc 09 giờ 30 phút, nhưng không chính xác. Không thể lặn sâu ở vùng biển 280 ft (85 m) trong tình trạng không có điện, thủy thủ đoàn bắt đầu tiêu hủy tài liệu mật trước khi bỏ tàu. Một máy bay tuần tra đã tấn công chiếc tàu ngầm, nhưng Grenadier vẫn kháng cự bằng hỏa lực súng máy, khiến máy bay đối phương bị hư hại và bỏ đi. Một quả ngư lôi thả xuống phát nổ cách con tàu 200 yd (180 m). Thủy thủ của Grenadier mở hết các van và rời tàu trước khi nó đắm tại tọa độ 07°09′B 98°39′Đ / 7,15°B 98,65°Đ. Choko Maru đã cứu vớt tám sĩ quan cùng 68 thủy thủ, rồi đưa họ đến Penang, Malay.
Những tù binh chiến tranh Hoa Kỳ này bị đối xử kém, bị thẩm vấn, đánh đập và bỏ đói vì đã không chịu tiết lộ những thông tin quân sự. Ngoại trừ bốn người, số còn lại đã sống sót qua hai năm rưỡi trong các trại tù binh ở Malay, và sau đó tại Nhật Bản, cho đến khi chiến tranh chấm dứt. Tin tức về thủy thủ đoàn của Grenadier vẫn sống sót đến được căn cứ tại Australia vào ngày 27 tháng 11, 1943.

## Khám phá xác tàu đắm
Một nhóm bốn thợ lặn: Jean Luc Rivoire, Lance Horowitz, Benoit Laborie và Ben Reymenants, đã tìm thấy một xác tàu đắm được xác nhận là Grenadier. Xác tàu nằm thăng bằng ở độ sâu 260 ft (79 m) và bị lưới đánh cá che phủ một phần. Được công bố vào năm 2020, việc khám phá này thuộc về một dự án kéo dài sáu tháng với kinh phí 110.000 đô-la Mỹ được khởi sự từ tháng 10, 2019. Các thợ lặn đã gửi kết quả đến Naval History and Heritage Command để xác minh, nhằm đưa xác tàu đắm này trở thành địa điểm được bảo vệ theo Luật Tàu Quân sự bị đánh chìm.

## Phần thưởng
Grenadier được tặng thưởng bốn Ngôi sao Chiến trận do thành tích phục vụ trong Thế Chiến II. Nó được ghi công đã đánh chìm một tàu chở hành khách Nhật Bản tải trọng 14.457 tấn.
|  |                                                       |  |
|  | Bronze star · Bronze star · Bronze star · Bronze star |  |

| Dãi băng Hoạt động Tác chiến  |                                                                         |                                      |
| Huân chương Chiến dịch Hoa Kỳ | Huân chương Chiến dịch Châu Á-Thái Bình Dương với 4 Ngôi sao Chiến trận | Huân chương Chiến thắng Thế Chiến II |

## Những hình ảnh

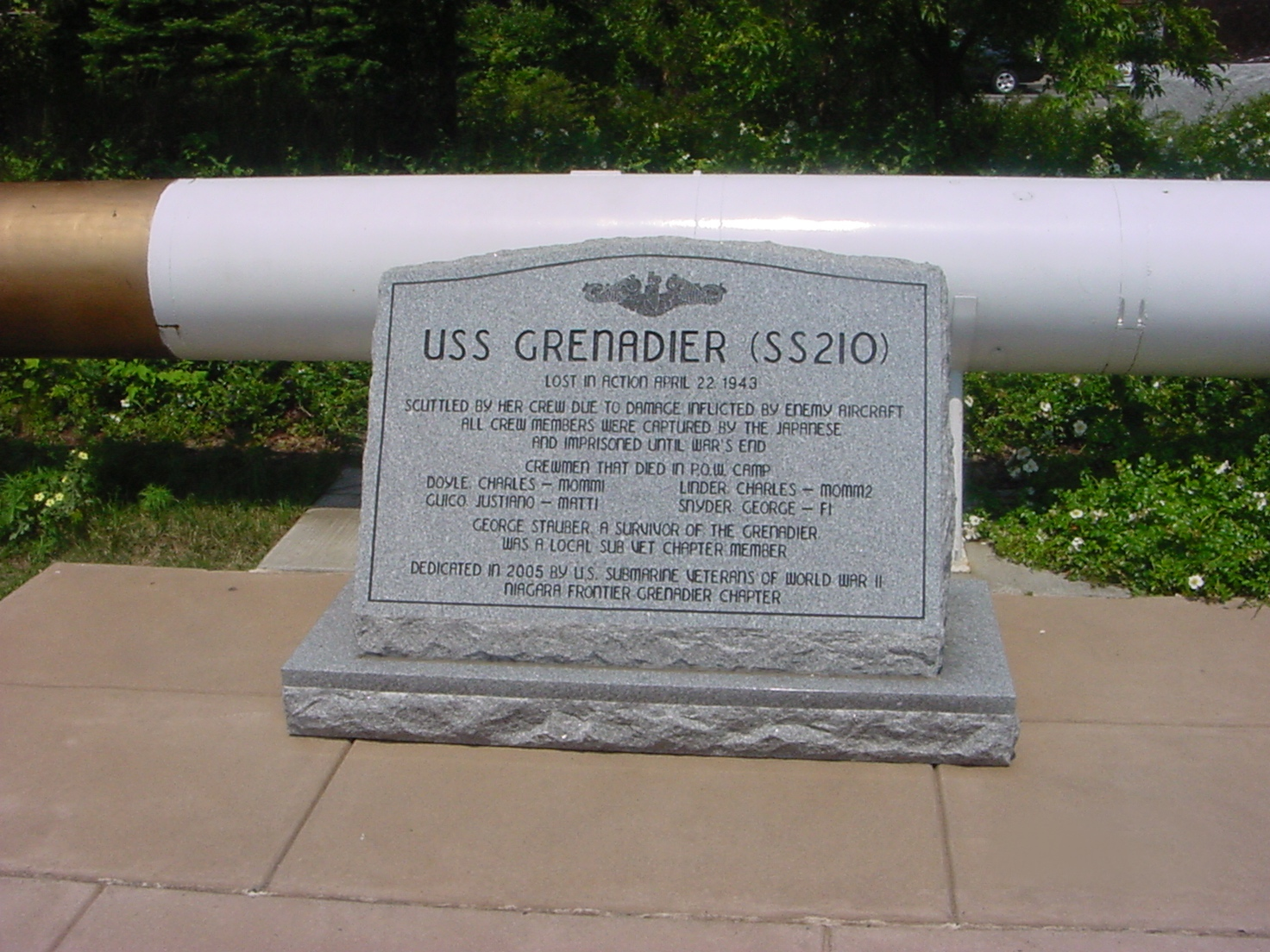
Đài tưởng niệm USS Grenadier tại Công viên Hải quân và Quân sự hạt Buffalo và Erie tại Buffalo, New York
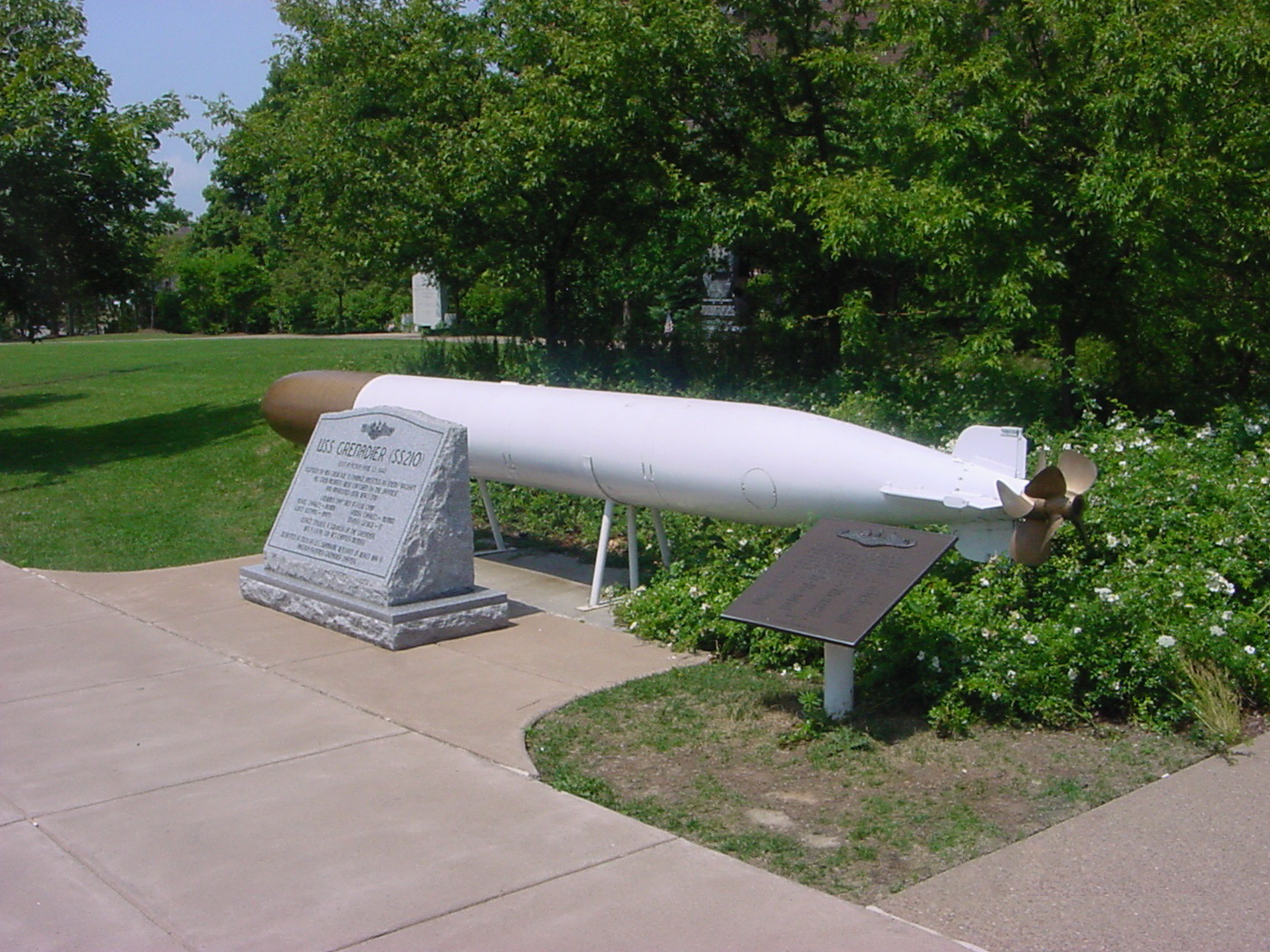
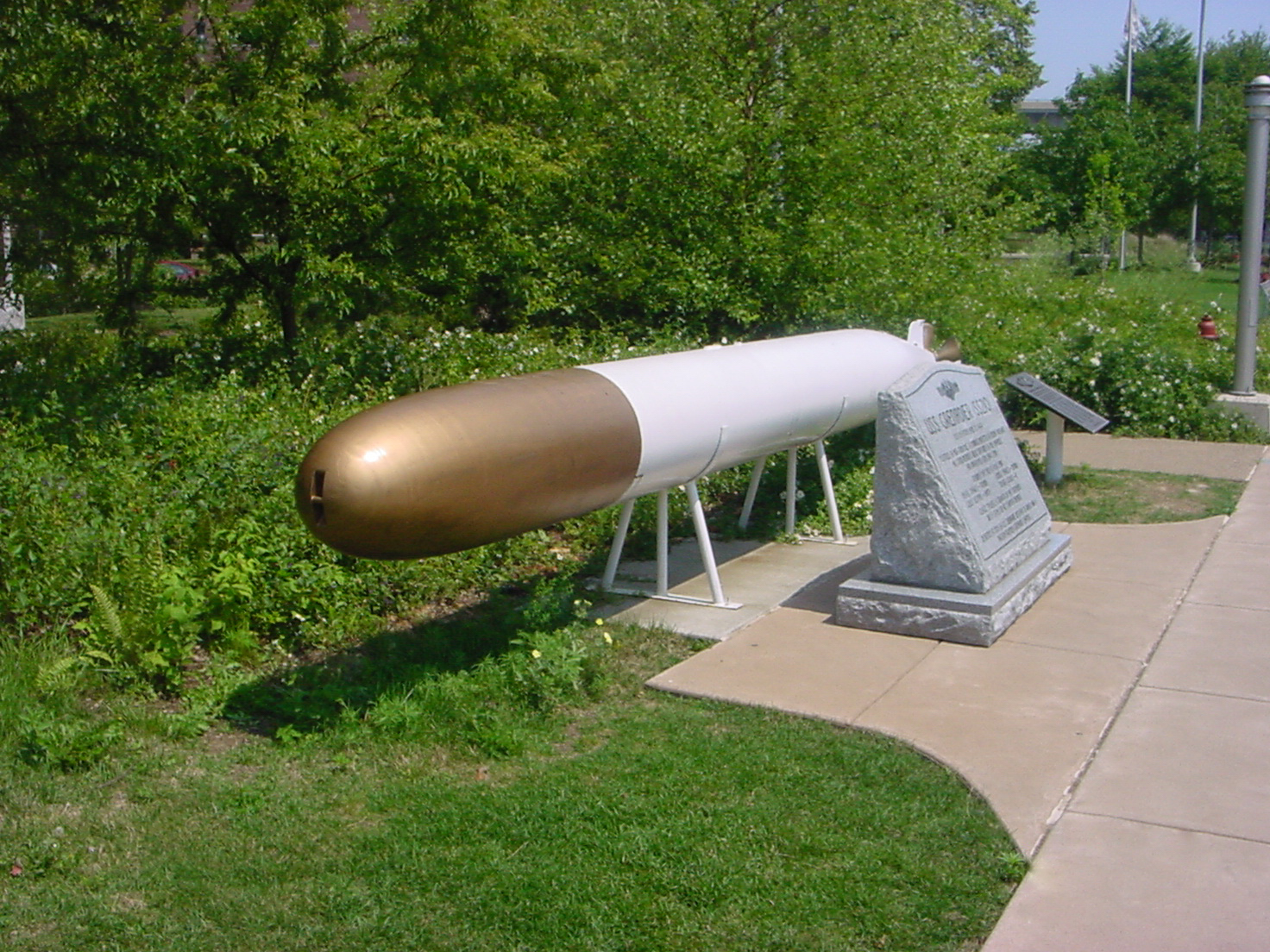